# Museo Di
Museo Di é um museu virtual de Chile, sendo a primeira experiência museográfica destinada a resgatar e apresentar a história LGBT do país.

## História
O museu, apresentado oficialmente o 21 de junho de 2020, foi criado por Fernanda Venegas Adriazola (professora de História e Ciências Sociais), Tamara Basualto Mena (desenhadora gráfica), Fernanda Martínez Fontaine (licenciada em História), Rolando González Vermelhas (arqueólogo) e Fernanda Rivas Gutiérrez (desenhadora gráfica). O nome do Museu Dei inspirou-se em outros museus de seu estilo —como por exemplo o Museo Q de Colômbia — e seu logotipo representa a abertura das portas de um clóset, fazendo referência à expressão «sair do clóset».
Mediante publicações em Instagram, o museu procura reivindicar diferentes histórias relacionadas com o devir da diversidade sexual em Chile. As secções desenvolvidas pelo museu são: "Memória Dei", destinada a recordar metas na história LGBT; "Cidade Dei", que apresenta espaços urbanos relacionados com a diversidade sexual; "Queerstionario", que apresenta a vida de diferentes pessoas representantes da comunidade LGBT; e "Queerizar o Museu", experiência baseada no Museo Travesti del Peru e que procura resignificar objetos existentes em outros museus ou colecções através do pertence à comunidade LGBT e sua história.
Em novembro de 2020 o Museo Di participou do Primeiro Encontro de Museus Virtuais junto a Museo del Mundo y Museo Q (Colômbia), Humans in Museums e Museu dá Pessoa (Brasil); e Museo de los Museos (Chile). Em setembro de 2021 participou de 2º Foro Austral de Museología Contemporânea organizado pela Universidade Austral de Chile.